# Gabons damlandslag i fotboll
Gabons damlandslag i fotboll representerar Gabon i fotboll på damsidan. Dess förbund är Fédération Gabonaise de Football.